# 韋爾比涅
49°44′34″N 33°25′23″E / 49.74278°N 33.42306°E
韋爾比内（烏克蘭語：Вербине），是位於烏克蘭中部的村落，隸屬波爾塔瓦州的盧布尼區。該村距離新伊萬尼夫卡1.5公里，海拔高度105米，2001年該村落人口166。